# Bunodactis chrysobathys
Bunodactis chrysobathys is een zeeanemonensoort uit de familie Actiniidae.
Bunodactis chrysobathys is voor het eerst wetenschappelijk beschreven door Parry in 1951.